# Jaroslav Karel
Jaroslav Karel (* 26. ledna 1970) je bývalý český fotbalista, brankář.

## Fotbalová kariéra
V české lize hrál za SK Hradec Králové a SK Dynamo České Budějovice. V československé lize nastoupil ve 4 zápasech. V české lize nastoupil ve 20 utkáních. V nižších soutěžích hrál za SK Chrudim, SK Spolana Neratovice a SC Xaverov Horní Počernice, FK OEZ Letohrad.

## Ligová bilance
| Ročník                                   | Zápasy | Góly | Klub                       |
| ---------------------------------------- | ------ | ---- | -------------------------- |
| 1. československá fotbalová liga 1992/93 | 4      | 0    | SK Hradec Králové          |
| 1. česká fotbalová liga 1993/94          | 11     | 0    | SK Hradec Králové          |
| 1. česká fotbalová liga 1994/95          | 1      | 0    | SK Hradec Králové          |
| Gambrinus liga 1997/98                   | 8      | 0    | SK Dynamo České Budějovice |
| CELKEM                                   | 24     | 0    |                            |